# Вила Санта Мария
Вѝла Санта Марѝя (на италиански: Villa Santa Maria, на местен диалект La Vill, Ла Вилъ) е село и община в Южна Италия, провинция Киети, регион Абруцо. Разположен е на 390 m надморска височина. Населението на общината е 1405 души (към 2010 г.).